# Ainda Bem
"Ainda Bem" é uma canção lançada pela cantora e compositora brasileira Marisa Monte, com o objetivo de promover o lançamento de O Que Você Quer Saber de Verdade. A canção foi composta pela cantora em parceria com Arnaldo Antunes e foi divulgada em redes sociais em 14 de setembro de 2011. A canção se tornou umas das musicas mais popular da Marisa Monte, sendo a canção mais tocada da Marisa Monte acordo pelo Ecad.
A cancão foi incluida na novela Amor Eterno Amor que foi transmitida pela Rede Globo.
Originalmente, a canção foi enviada por Marisa para a cantora italiana Mina, que gravou a mesma e a incluiu em seu álbum "Piccolino", lançado em 2011.

## Lista de faixas
| N.º | Título      | Duração |  |
| 1.  | "Ainda Bem" | 3:35    |  |

## Reconhecimento
| Prêmio        | Ano  | Categoria                                                          | Resultado | Ref.   |
| ------------- | ---- | ------------------------------------------------------------------ | --------- | ------ |
| Deezer        | 2024 | As 10 músicas de Marisa Monte mais ouvidas na Deezer               | 1         | [ 7 ]  |
| Letras.mus.br | 2020 | As 12 melhores músicas de Marisa Monte                             | -         | [ 8 ]  |
| Metrópoles    | 2023 | 10 músicas de Marisa Monte que fizeram sucesso em novelas e séries | -         | [ 5 ]  |
| Sympla        | 2023 | 5 músicas de maior sucesso de Marisa Monte                         | 5         | [ 9 ]  |
| Terra         | 2022 | As 10 melhores músicas de Marisa Monte para ouvir e tocar          | -         | [ 10 ] |

## Video clipe
O clipe da música foi laçada em 26 de novembro de 2011, o clipe foi dirigido pelo Dora Jobim e consiste da Marisa Monte dançando em preto e branco com o lutado Anderson Silva.

## Desempenho nas paradas
A canção estreou na 44ª posição na Billboard Hot 100 Airplay, saltando para a 29ª colocação no mês seguinte, novembro. Enquanto na Hot Popular Songs, "Ainda Bem", sai da 16ª posição e vai para a 10ª colocação.

### Paradas
| Paradas (2011)                     | Melhor posição |
| ---------------------------------- | -------------- |
| Brasil (Billboard Hot 100 Airplay) | 29             |
| Brasil (Billboard Hot Pop Songs)   | 10             |

## Prêmios e indicações
| Ano  | Premiação                             | Categoria                    | Resultado | Ref    |
| ---- | ------------------------------------- | ---------------------------- | --------- | ------ |
| 2012 | Grammy Latino                         | Melhor Canção Brasileira     | Indicado  | [ 16 ] |
| 2012 | Prêmio Contigo! MPB FM de Música 2012 | Melhor Música (júri popular) | Venceu    | [ 17 ] |